# Macramé

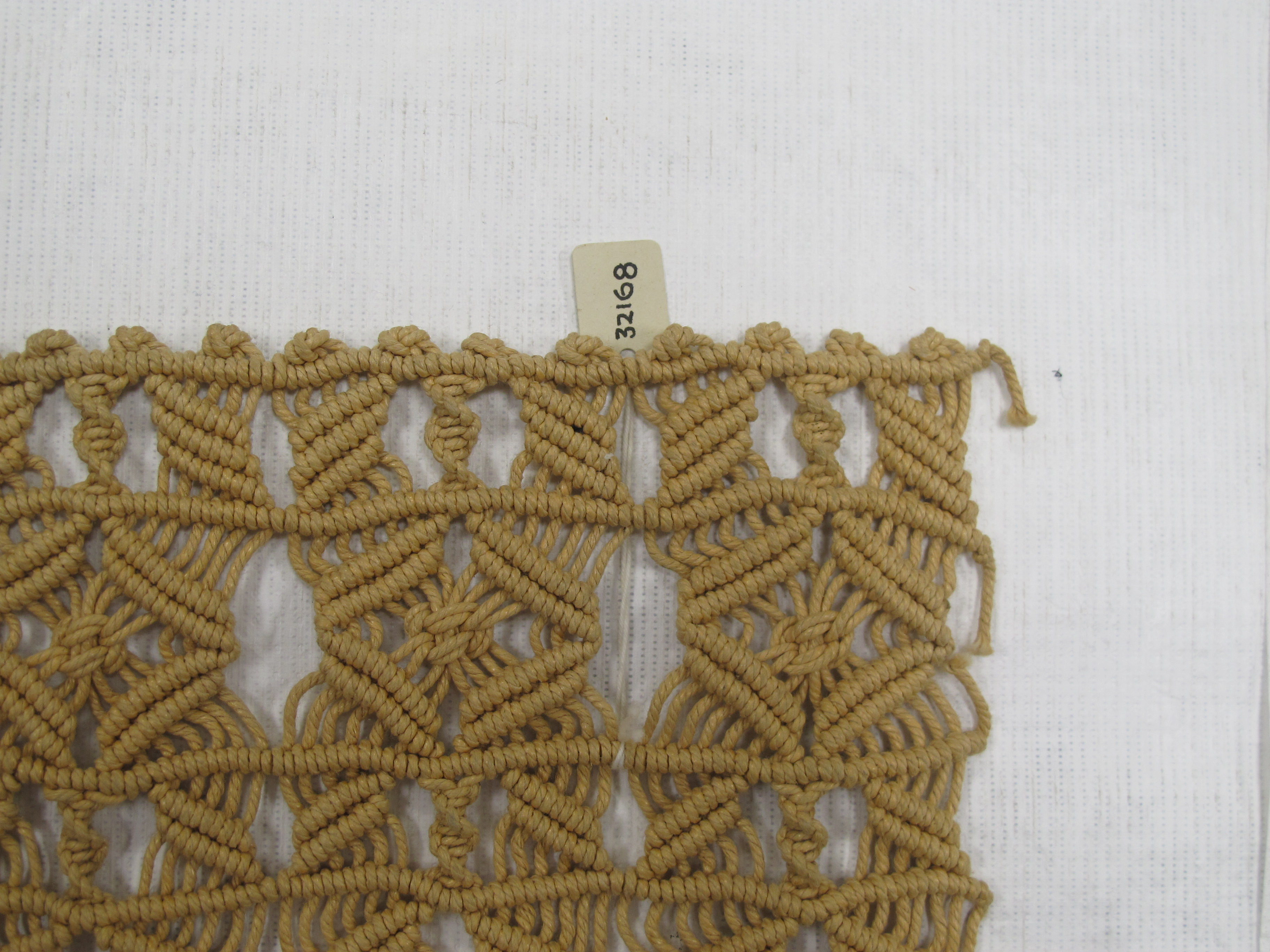
Uma peça decorativa em macramê

No artesanato, o macramê (do árabe makrama  "guardanapo" ou "toalha") é uma técnica de tecelagem manual  com uso de nós, originalmente usada para criar franjas e barrados (barra) em lençois, cortinas toalhas. Provavelmente surgiu com a evolução natural dos nós básicos para um trabalho mais elaborado. Usado como fonte de renda para algumas pessoas.

## Etimologia
Nome de origem incerta, mas geralmente concorda-se que não é uma palavra francesa, como aparenta ser; a opinião da maioria é que deriva da palavra árabe migramah; razoavelmente aceitável tendo em vista o longo uso da palavra na tecelagem árabe. Migrama, literalmente significa 'proteção', e passou a significar o xale ou a cobertura de cabeça que é comum aos árabes. A derivação é reforçada pelo fato de que na língua turca, aliada ao árabe, existe a palavra mskrama, que refere-se a toalha ou lenço com franjas, sendo 'franja' a conexão principal.

## História
Os espanhóis aprenderam o ofício com os povos africanos Mouros e o espalharam pelo sul da Europa no início do século XIV. Era uma arte bem estabelecida na França entre os séculos XIV e XV, sendo conhecido como filet-de-Carnassiere, e introduzida na Inglaterra no final dos anos 1600.
O macrame floresceu na Itália nos séculos XVII e XVIII e gozou de enorme popularidade durante todo o período vitoriano, quando as senhoras passavam o tempo criando franjas sofisticadas e todos os tipos de enfeites amarrados.
As freiras da Espanha e da França, especialistas em todas as formas de bordar e fazer rendas, foram rápidas em ver as possibilidades desse nó decorativo e o desenvolveram a partir de suas franjas originais, em curso de lã, em uma linda, fina e atada renda. Tornou-se parte da cena geral da Igreja; e hoje existem várias pinturas contemporâneas que podem ser vistas em museus e catedrais, particularmente no Hemisfério Norte, que mostram temas religiosos com macramê, com roupas e panos de altar.
Foi especialmente durante o meio do século XIX, na Inglaterra vitoriana, que o macrame se popularizou como um artesanato complementar para a decoração de interiores que já eram excessivamente ornamentados e super-decorados. 

## Terminologia
Fio de montagem: quando o trabalho não é montado diretamente sobre uma peça de tecido, fivela, argola, uma haste de madeira, bambu, etc; é preciso montar o trabalho sobre um fio ou cabo. Após o término o fio poder ser retirado ou rematado.
Nó de montagem: também chamado de "nó de cabeça de calhandra", é o nó usado para dispor os fios sobre o fio de montagem. Há também o nó de montagem invertido.
Nó simples: também chamado "nó de passamanes", "nó de frivolité", "volta de fiel" ou "nó de botoeira":16 é o nó básico simples ao redor de um fio, pode ser feito no sentido horário ou anti-horário.
Nó festonê: é constituído de dois nós simples em sequência sobre um fio que é denominado "fio guia"; pode ser horizontal, vertical ou diagonal.:16
Cavandoli: o macramê de Cavandoli também é chamado de tapeçaria é uma forma tradicional usada para criar padrões geométricos, é executado principalmente em nós simples, nós duplos e meio nós duplos; ou seja, séries de festonês, porém de linhas avulsas que podem ter outras cores e assim formar padrões; o macramê de Cavandoli originalmente só realizava festonês horizontais. Foi inventado por Madame Valentina Cavandoli na Itália, Valentina Cavandoli (1872-1969) nasceu em 1872 em Régio da Emília. Ela era uma professora talentosa e posteriormente se tornou a diretora de uma casa para crianças pobres e/ou órfãs, chamada Casa del Sole, em Turim, no final da Primeira Guerra Mundial. Cavandoli fez um curso no método Montessori e iniciou um experimento único quando, em 1915, tornou-se responsável por uma escola para crianças que precisavam de assistência; em 1961 foi homenageada e recebeu uma medalha de ouro de reconhecimento antes de falecer em 1969, aos 97 anos de idade.